# Christoph Amberger
Christoph Amberger, nemški slikar, * 1505, Nürnberg, † 1562, Augsburg.